# Sturman Márton
Ózdi Sturman Márton, máshol Sturmann, Sturmán (Vizesrét, 1757. szeptember 15. – Tótgyörk, 1844) Gömör megyei birtokos, vasgyáros, a Gömöri vaskohászat fontos személyisége, egyházkerületi felügyelő, műpártoló.

## Élete
A svéd nemesi származású Sturman család egyik őse Gusztáv Adolf marsallja volt, aki a harmincéves háború során tüntette ki magát. A család egyik ága e háborús időkben Magyarországra szakadt, és egyik tagjuk itt is kiváló katona lett: Sturmann Kristóf várkapitány Fülek vára ostrománál elesett, és a katonai érdemekért a család 1699-ben I. Lipóttól címeres nemesi levelet kapott. A család az ózdi előnevet használta. Sturman Márton apja Sturman Mátyás volt, akinek a birtokán több kohó és hámor működött, de nagy erdőségek és földbirtokok is a tulajdonában voltak. Az apa végrendeletében igazságosan osztotta meg a birtokot két fia, Márton és András között.
Sturman Márton az iskoláit Késmárkon, Eperjesen és Pozsonyban végezte. Apját korán elveszítette, emiatt már 21 évesen be kellett kapcsolódnia a birtok és a gyárak ügyeinek intézésébe, emellett a vármegyénél vállalt hivatalt. Itt gyorsan haladt előre a ranglétrán, három év múlva már főszolgabíró, aztán vármegyei főadószedő, majd főispáni hivatali helytartó lett. Munkálkodását II. József dicsérő dekrétummal ismerte el.
Munkaköréhez tartozott Gömör megye bejárása, és ennek során kiválóan megismerte a vármegyét, az ipar és a termelés helyzetét. Ezek az ismeretek is közrejátszottak abban, hogy meggyőzze a gömöri vasgyárosokat, hogy az abban az időben fellendülő vasipari keresletet csak termelőerőik egyesítésével, közös erővel való korszerűsítésével tudják kielégíteni. Saját bucakemencéi helyett nagyolvasztót épített, és a továbblépés érdekében hozta tető alá 1792-ben a Societas Massae Chalibeae nevű acélgyártó társaságot. A társaság ugyan egy idő után megbukott, de a közös erővel felépített vöröskői nagyolvasztó- és hámorüzem továbbra is sikerrel termelt. Sturman nem adta fel a közös fellépés érdekében tett erőfeszítéseit, és hosszas szervező munkája révén jött létre a Murányi Unió, amelynek az alapszerződését 1808. március 13-án írták alá a részt vevő Murány környéki vasgyárosok: Sturman Márton, Sturman András, valamint a Czékus, a Petróczy, a Barthó, a Bartóffy, a Benkár, a Clementis és a Czibur nemesi családok, és csatlakozott még Nagyrőce városa is. Az Unió üzemeiben végrehajtott korszerűsítések nyomán a gyártási kapacitás komoly mértékben megnövekedett, csak a faszénhiány jelentett gondot. Sturman az első egyesülésben nem érdekelt vasgyárosok között is folytatta szervező munkáját, és ennek eredményeként alakult meg 1810. február 16-án a Rimai Coalitio, amelynek részvényesei – a Murányi Unióval ellentétben – elsősorban nagybirtokos arisztokraták voltak (báró Luzsénszky János, gróf Forgách Antal, gróf Forgách Alajos, báró Prónay Gábor, gróf De la Motte Károly és báró Prónay Krisztina), de érdekeltséget vállalt benne a Kubinyi család, a Murányi Unió, és természetesen maga Sturman Márton is. A Coalitio kezdettől fogva eredményesen működött, nyereségesen termelt. A Sturman család ózdi birtokán épült fel 1846–47-ben az Ózdi Vasgyár, de már Sturman Márton halála után.
Sturman Márton nemcsak gyáros volt, de komoly társadalmi szerepet is vállalt. Anyagilag is támogatta a katonaságot, az egyházat, a birtokán templomokat építtetett, és a tiszáninneni és tiszántúli evangélikus egyházkerület felügyelője is volt. Felkarolta a szegénysorú gyerekeket, többjüket papnak taníttatta, az árva Heincz Ferencet – aki később fontos szerepet játszott a gömöri vasiparban – fiának fogadta, felnevelte, taníttatta. Jótékonyságáról egy 1827-ben megjelent könyvben Thaisz András is megemlékezett: „A’ … Királyi Tanátsos Sturmán Márton Úr, most a’ Tiszai Superintendentziának … Inspectora, a’ ki jóltévőségről, ’s jóhazafiságáról annyira esmeretes, hogy majd nem minden vagyonát, hasznos Intézetek’ megalapitására forditja …”. Sturman elismert műpártoló is volt: azonfelül, hogy Hesz János Mihállyal megfestette saját és felesége arcképét, több szobrot is készíttetett, sokat dolgoztatott Szakmáry Jakab, híres lőcsei ezüstművessel, a tógyörki kastély szobáiba freskókat rendelt, és festménygalériát akart berendezni benne. Ebben a halála akadályozta meg. A kastély a Tahy család tulajdonába ment át, és ma is áll Galgagyörkön.

## Házassága és gyermekei
Sturman Márton az 1880-as években nősült, felesége a felsőszudi Sembery Mártonnak az igen művelt lánya, Sembery Anna Mária (1756–1829) volt. A vizesréti Sturman-kastélyban gyakori vendégek voltak a kor liberális értelmiségei. Négy fiuk volt de ezek mind fiatalon meghaltak, két asszony lányuk pedig az 1830. évi kolerajárványban vesztette életét: 
- Sturman József
- Sturman Miklós
- Sturman Pál
- Sturman Márton
- Sturman Mária (1799–1831). Férje Szirmay Boldizsár (1790–1856).[1]
- Sturman Karolina (1787–1830). Férje beniczei, micsinyei és pribóczi Beniczky Pál (1783–1816). Lányuk farádi Veres Pálné Beniczky Hermin volt.

Az öreg Sturman Márton Tótgyörkre költözött, ahol elszigeteltségben unokáit nevelte, köztük Beniczky Hermint, a későbbi Veres Pálnét, a nőnevelés úttörőjét.